# Mikroresice
Mikroresice (mikrovili, lat. microvilli, mn. microvillus) su izbočenja slobodne površine stanice (membrana + citoplazma). Različite su dužine, tanke i resičaste. Uloga im je povećati aktivne površine stanice.